# Ewigkeitskosten

Concordiasee, Oberhausen, Ende des 19. Jahrhunderts

Ewigkeitskosten, Ewigkeitslasten oder Ewigkeitsaufgaben sind Folgekosten und Belastungen, die zum Beispiel nach Beendigung des Bergbaus an bestimmten Orten entstehen oder bleiben und zumindest für längere Zeit anfallen werden. Der Begriff wurde im Zusammenhang mit der endgültigen Stilllegung des deutschen Steinkohlenbergbaus geprägt; man kann ihn auch für die Folgekosten anderer Bergbauzweige (beispielsweise des Uranbergbaus in Sachsen und Thüringen) und anderer Industriezweige anwenden. Ewigkeitslasten kennzeichnen einen Industriezweig (neben einem unwiederbringlichen Verbrauch der Ressourcen) als nicht nachhaltig.

## Bergbaufolgelandschaft
Bergbaulandschaften, darunter sind sowohl die direkt als auch die indirekt von der bergbaulichen Tätigkeit beeinflussten Räume zu verstehen, durchlaufen vom Zeitpunkt der vorbergbaulichen Landschaft bis zu einem „stabilen Endzustand“ mehrere Phasen. Vor allem die Sanierung der Bergbaufolgelandschaften nimmt sehr lange Zeiträume und sehr hohe finanzielle Mittel in Anspruch. Die dafür anfallenden gesellschaftlichen Kosten werden als Ewigkeitslasten bezeichnet.

## Ewigkeitslasten im deutschen Steinkohlenbergbau
Zu den Ewigkeitslasten des Steinkohlebergbaus gehören die Grubenwasserhaltung, die Poldermaßnahmen und die Grundwasserreinigung. Hierzu gehört insbesondere das Pumpen von Wasser in die aufgrund der Bergsenkung höher liegende Vorflut (zum Beispiel bei dem Fluss Boye).
Im deutschen Steinkohlenbergbau wurde die Erdoberfläche bis zu 40 Meter abgesenkt.

### Kosten und Finanzierung
Laut einem 2006 erstellten Gutachten der Wirtschaftsprüfungsgesellschaft KPMG im Auftrag des Bundeswirtschaftsministeriums belaufen sich die Ewigkeitskosten des deutschen Steinkohlebergbaus auf mindestens 12,5 bis 13,1 Milliarden Euro. Die Grubenwasserhaltung verursacht mit 5 Milliarden Euro die höchsten Kosten, Risiken für das Trinkwasser sind nicht eingerechnet. Dem gegenüber stehen Rückstellungen der RAG von nur 6 Milliarden Euro.
Die Übernahme der Ewigkeitskosten des deutschen Steinkohlenbergbaus ist durch das Steinkohlefinanzierungsgesetz vom Dezember 2007 geregelt. Im Vorfeld wurde auf Wunsch der RAG Aktiengesellschaft und im Einvernehmen mit dem Bund, den Bundesländern NRW und Saarland sowie der IG BCE die RAG-Stiftung gegründet. Zweck und Aufgabe der RAG-Stiftung ist es unter anderem, ein Stiftungsvermögen zu verwalten, das seit 2019 zur Finanzierung der Ewigkeitskosten (Dauerbergschäden, Grubenwasserhaltung und Grundwasserreinigung) verwendet wird.
Entsprechend dem Gutachten der Wirtschaftsprüfungsgesellschaft KPMG sollte der Kapitalstock der Stiftung bis Ende 2018 ein Niveau von mindestens 8 Milliarden Euro erreichen. Dazu wurde im Jahr 2007 zwischen der RAG-Stiftung und der RAG Aktiengesellschaft ein Beherrschungs- und Ergebnisabführungsvertrag geschlossen. Außerdem erwarb die RAG-Stiftung die Evonik Industries von der RAG Aktiengesellschaft. Im Mai 2024 betrug das Stiftungsvermögen rund 18 Milliarden Euro. Im Jahr 2023 waren 266 Millionen Euro für „Ewigkeitsaufgaben“ aufgewendet worden, 19 Millionen Euro mehr als 2022.

### Ewigkeitslasten des Ruhrreviers
Im Steinkohlenbergbau des Ruhrgebiets wurde die Erdoberfläche bis zu 25 Meter abgesenkt. Die Innenstadt Essens liegt beispielsweise 16 Meter tiefer. Ohne ständiges Pumpen des Grundwassers wären weite Teile des Ruhrgebiets eine Seenlandschaft. Fast ein Fünftel der Region (in den Grenzen des Regionalverbands Ruhr mit 4.435 km² Fläche) stünde unter Wasser.
Allein in Duisburg-Walsum werden 20 Millionen Kubikmeter jährlich abgepumpt. Die Entwicklung geht dahin, zentrale Pumpanlagen wie in Walsum zu errichten. Derzeit wird an zehn Stellen im Ruhrgebiet Grubenwasser an die Oberfläche gepumpt, an zwei weiteren wird derzeit gearbeitet, eine dreizehnte Stelle lag mit Stand von 2016 trocken. Insgesamt werden im Ruhrgebiet rund 80 Millionen Kubikmeter jährlich an die Oberfläche gepumpt.
Die Planungen der RAG Aktiengesellschaft sahen vor, dass mit dem Ende der Kohlesubventionen und dem Ende des Steinkohlenbergbaus im Ruhrgebiet 2018 das Abpumpen des Grundwassers eingestellt wird, wodurch jährliche Kosten von etwa 200 Millionen Euro entfallen. Dadurch drohen sich Wässer mit starker Salzbelastung und anderen Schadstoffen wie etwa PCB mit dem Grundwasser zu mischen. Die neuen Planungen der RAG (Stand 2019) sehen eine Wasserhaltung mit sechs Standorten vor. Der erste Schritt im Genehmigungsverfahren ist die Umweltverträglichkeitsprüfung.
Auf Grund bergrechtlicher Genehmigungen (die umweltrechtliche Genehmigungen entbehrlich machten) wurden in den 1990er Jahren in vier Zechen (darunter die Zeche Consolidation, Zeche Haus Aden und Zeche Walsum, testweise auch Zeche Zollverein in Essen und Zeche Ewald/Zeche Hugo in Gelsenkirchen) im Ruhrgebiet mehr als 700.000 Tonnen hochgiftiger Filterstäube aus Müllverbrennungsanlagen entsorgt. Nach der Einstellung der künstlichen Senkung des Grundwasserspiegels durch Abpumpen droht eine Belastung des Grundwassers, befürchtet zum Beispiel Harald Friedrich. Die diesbezüglichen Diskussionen waren Mitte 2013 noch nicht abgeschlossen.

### Ewigkeitslasten im Saarrevier
2012 schloss im Saarland die letzte Zeche.
Ein Beispiel für die Gebiete im Saarrevier, die wegen Absenkung aufgrund des Bergbaus tiefer liegen als die Entwässerungssysteme, ist Reisbach in Saarwellingen.
Die RAG AG plant im Saarrevier, die Grubenwasserhaltung langfristig einzustellen. Der Grubenwasserspiegel soll in mehreren Phasen ansteigen; bis zum Jahr 2035 sollen die Bergwerke im Saarland komplett geflutet sein. Der Erblastenvertrag aus dem Jahr 2007 schließt das nicht aus.
Gegenüber den geplanten Kosten 16,5 Millionen Euro für die Hebung von 18 Millionen Kubikmetern Grubenwasser aus den geschlossenen Saar-Zechen pro Jahr liegen die Kosten 2019 bei rund 50 Millionen Euro.

## Ewigkeitslasten im deutschen Braunkohletagebau
Der Braunkohleabbau vorzugsweise im Tagebau führt zu erheblichen Landschaftsveränderungen, etwa am Niederrhein oder im Lausitzer Braunkohlerevier. Auch der Tiefbau führt, meist über Bergsenkungen, zu erheblichen Landschaftsveränderungen.
Diesen Ewigkeitsfolgen soll beispielsweise im Braunkohlenbergbau durch Gestaltung einer Bergbaufolgelandschaft entgegengewirkt werden. Dabei wird zum Beispiel die natürliche Terrassenlandschaft aus den Uferterrassen des Rheins durch eine Kunstlandschaft ersetzt.
An den künstlichen Seen entstehen zuweilen Rutschungen.

## Ewigkeitslasten im deutschen Uranbergbau
Zwischen 1950 und 1990 förderte die Wismut in Sachsen und Thüringen Uran sowohl im Tage- als auch hauptsächlich im Untertagebau. Das sich in diesen Bergbauanlagen sammelnde Wasser muss ausgepumpt und gereinigt werden.

## Ewigkeitslasten der Kernenergie in Deutschland
Das Bundesamt für Strahlenschutz fordert, hoch radioaktive Abfälle über eine Million Jahre sicher von der Umwelt abzuschließen. Ein tiefengeologisches Endlager für Atommüll nach deutschem Recht würde die Abfälle „passiv und wartungsfrei“ entsorgen – ein geologisch geeigneter und politisch durchsetzbarer Standort ist allerdings noch nicht gefunden (Endlagersuche). Daher wird deutscher Atommüll in oberirdischen Zwischenlagern gelagert, was mit erheblichen Kosten verbunden ist.